# Рейтинги, награды и номинации Tomb Raider (2013)
«Tomb Raider» («Расхитительница Гробниц») — это компьютерная игра в жанре приключенческий боевик от третьего лица с ролевыми элементами, вышедшая на PlayStation 3, Xbox 360 и PC 5 марта 2013 года. Начиная с выставки Electronic Entertainment Expo 2011, проект собрал свыше 160 номинаций от множества игровых ресурсов, из которых 50 окончились победой. Игра была победительницей номинаций на лучший экшен, лучшие визуальные эффекты и лучший приключенческий боевик.

## 2011 год
Согласно Game Critics Awards, независимой группе, состоящей из 35 ведущих североамериканских СМИ игровой индустрии, в рейтинге «Лучшее на E3 2011» Tomb Raider получил три номинации — как «Лучшее шоу», «Лучший приключенческий боевик» и «Лучшая консольная игра». Впрочем, критики наград проекту не присвоили — первые две номинации выиграла компьютерная игра BioShock Infinite, а третью — The Elder Scrolls V: Skyrim.
На выставке E3 было представлено более 60 демонстрационных версий различных игр. Девятая часть серии вошла в пятёрку финалистов в рейтинге «Лучшая демоверсия» от GameSpot, среди таких проектов как Batman: Arkham City, Prey 2, Twisted Metal и Saints Row: The Third. Несмотря на то, что выбор критиков пал на последнюю из перечисленных видеоигр, Tomb Raider получила награду «Выбор читателей». Tomb Raider попала в список «Топ-10 самых ожидаемых игр E3 2011» по версии ресурса GameTrailers, заняв 6 место; в рейтинг «Топ 5 видеоигр с выставки E3» по версии ресурса CNN Tech; заняла 12 место в списке из 25 «Самых ожидаемых игр E3 2011» от портала GameSpot; взяла первое место в десятке игр с E3 портала E! Online; вошла в пятерки чартов «Best new video games get top billing at E3 2011» от «Rolling Stone», «Best of E3 2011» ресурса GamerNode и газеты «The Guardian». Игра получила две награды «Самая ценная игра» от журнала «PlayStation: The Official Magazine» и сайта GamesRadar.
Проект боролся за первое место в рейтинге «E3 2011: Best of E3 Awards» от веб-сайта IGN — «Лучшая игра», «Лучшая игра на Xbox 360», «Лучшая игра на PS3», «Лучшая Игра на PC» и «Лучший Экшен», победив в последней номинации. В рейтинге «BE3st of show» от французского ресурса Gameblog, игра заняла первое место по итогам зрительского голосования, набрав 14,57 % голосов, против 14,09 % Rayman Origins и 14,02 % Uncharted 3. Tomb Raider победила также в номинации «Лучший приключенческий боевик», обойдя таких конкурентов как триквел Uncharted 3 и сиквел Batman: Arkham City. Такое же вознаграждение девятая часть серии получила и от сайта Digital Trends. Сайт Gamedynamo.com предоставил Tomb Raider три награды по итогам выставки: «Лучшие визуальные эффекты», «Самая впечатляющая игра» и «Лучшая игра E3». Проект попал также в списки лучших игр E3 от ресурсов Playstationlifestyle.net, Game Revolution и Videogamer.com.
Проект выдвигался как «Лучшая игра на показе E3 2011» и «Лучшая игра в жанре приключенческий боевик E3 2011» от журнала «X-play» совместно с каналом G4. Участие было неудачным, первый приз достался BioShock Infinite, а второй — Uncharted 3. Tomb Raider участвовала и в E3-номинациях от журналов «Game Informer», GamePro, 4Player Podcast’s, ресурсов Multiplayer.it, ShortList.com, VGChartz Network, 1UP.com и Machinima.com. По итогам выставки игра получила суммарно 130 номинаций, из которых 40 окончились победой.

## 2012 год
Tomb Raider вошла в чарт 16 самых ожидаемых игр на PC в 2012 году от портала Игры@Mail.Ru. Проект попал в «30-ку ожидаемых игр 2012», в «20 крупнейших игр в жанре приключенческий боевик 2012 года» и занял 7 позицию в десятке «Самых захватывающих PlayStation 3-игр 2012» от IGN. Игра вошла в чарт «Двадцатка IGN. Самые ожидаемы игры по версии редакции» и аналогичный редакторский список американского журнала «Official Xbox Magazine». Девятая часть серии заняла 6 место в пользовательском рейтинге «Топ 10 самых ожидаемых игр 2012 года» сайта GameTrailers и попала в список «Самых ожидаемых игр 2012 года» ресурса 3DNews. Британский сайт Digital Spy посчитал появление новый игры серии одной из «20 волнующих причин ждать игрового 2012 года». Официальный блог проекта попал в «10 Tumblr-блогов, которые должен посетить каждый игрок» по версии Катерины Периш (англ. Katerina Perich) ресурса Thegamefanatics.com, заняв 5 место.
Портал Gamingbolt.com посчитал проект одним из «8 возможных разочарований года» (англ. 8 Games This Year That Might Turn Out To Be Disappointing). Такие же опасения выразил и ресурс IGN, дав ему одно из мест в «Пятерке неопределенных игр 2012» (англ. Five Games That Could Go Either Way in 2012).
Выставка E3 2012 также принесла множество наград и номинаций проекту. Так, ресурс GameTrailers дал девятой части серии второе место в рейтинге «Топ-10 самых ожидаемых игр E3 2012». Первое место в нём досталось не игре, а платформе Wii U, поскольку обозреватели не смогли определить, какой конкретный продукт они хотели бы на ней видеть. Портал GameSpot также включил Tomb Raider в список «E3 2012: Самые ожидаемые игры», заявив что редакция надеется на презентацию гораздо большего по объёмам материала, нежели того, что было представлено на прошлой выставке. Согласно общенациональной ежедневной газете «USA Today», игра вошла в список «Пятнадцати игр, которые стоит увидеть». Проект был номинирован как «Самая ожидаемая игра на E3 2012» по версии Computer and Video Games. Игра вошла в 20-ку самых популярных проектов от британской газеты «The Daily Telegraph», заняв 4 место, в редакторский список Polygon, в пятерку лучших игр E3 по вресии Стива Баттса (англ. Steve Butts) от журнала «The Escapist», заняв 5 место.
Tomb Raider была номинирована как лучшая игра выставки от таких ресурсов как GameBlog.fr, ShortList.com, GameSpy, Multiplayer.it, 9Lives.be, «Game Informer», GamingXP, Games.cz, «Electronic Playground», CVG, Playstationlifestyle.net. Проект одержал победу в данной номинации только в версиях трёх последних из перечисленных представителей прессы. ShortList.com также номинировал игру в категории лучший экшен (победа), «Official Xbox Magazine» и «Official PlayStation Magazine» в классе «Самых ценных игр», Newsarama в категориях «Самый рульный герой или героиня» (англ. Most Kick-ass Hero or Heroine) и «Лучший сногсшибательный момент» (англ. Best Jaw-dropping Moment).
Райан Маккерфи (англ. Ryan McCaffrey), обозреватель портала IGN поставил игру на первое место по итогам пресс-конференции Microsoft в «Пятёрке крупнейших хитов и провалов» (англ. E3 2012: Microsoft Press Conference — 5 Biggest Winners & Losers). Он одобрительно отозвался о детализированных моделях персонажей и боевой системе и заявил, что визуальное исполнение являет собой графику нового поколения. Tomb Raider была названа главным событием конференции. Проект получил 6 номинаций в рейтинге «E3 2012: Best of E3 Awards» от того же ресурса. Категории, с которыми конкурирует игра, были аналогичны этому же чарту 2011 года. В итоге, помимо выигрыша в категории «Лучший новый трейлер», проект был признан «Лучшей игрой» выставки. Tomb Raider также заслужила приз зрительских симпатий — из 10 тысяч игроков, за игру проголосовало 30 % респондентов. В качестве награды представителям студии был вручён меч. Галлахер заявил: «Мы рады видеть Tomb Raider в числе победителей, особенно среди того моря удивительных игр, которые были представлены на E3. Для признания игрой выставки по версии IGN нужно обладать определённой изюминкой, и мы с большой гордостью принимаем <этот приз>».
В рейтингах Game Critics Awards 9 часть серии получила те же три номинации, что и в 2011 году. Однако, лучшим шоу, лучшей консольной игрой и лучшим приключенческим боевиком был назван проект The Last of Us. По итогам выставки E3, игра получила свыше 30 номинаций, 10 из которых окончились победой. Проект номинировался на премию «Приз зрительских симпатий» на выставке Gamescom 2012 по версии IGN, но проиграл видеоигре Guild Wars 2. По итогам года критика сексуального насилия в игре попала на 4 место в рейтинге «Одиннадцать крупнейших скандалов 2012 года» по версии Тимура Хорева, сотрудника журнала «Игромания».